# 洋務運動
洋務運動（ようむうんどう）は、中国の清朝末期（1860年代前半 - 1890年代前半）、ヨーロッパ近代文明の科学技術を導入して清朝の国力増強を目指した運動。自強運動（じきょううんどう）とも。清朝の高級官僚であった曽国藩・李鴻章・左宗棠・劉銘伝・張之洞らが推進者。

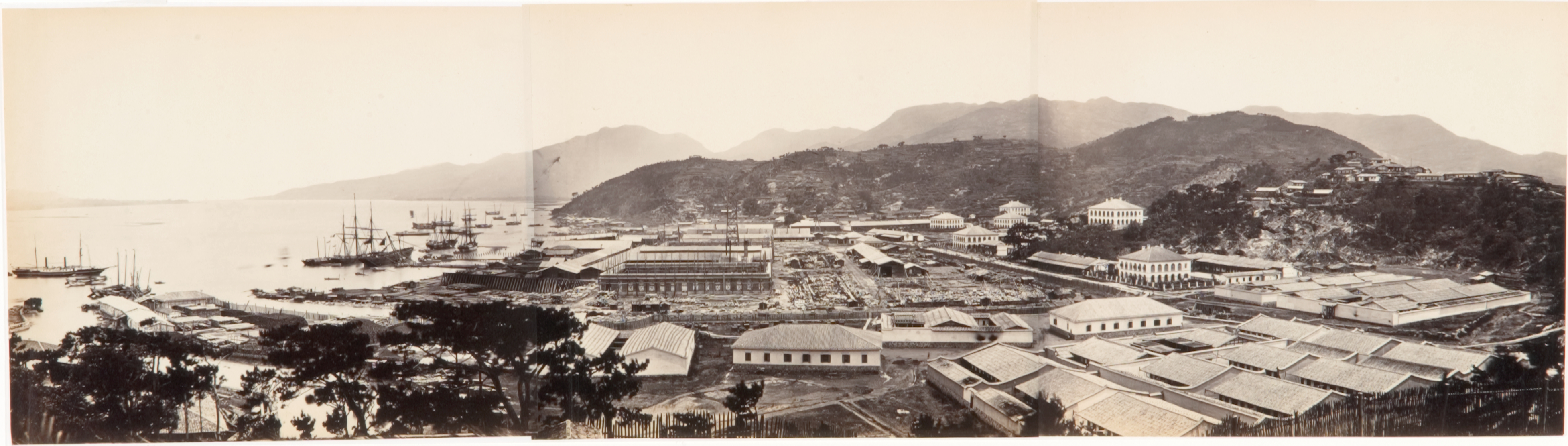
福建省福州の造船所・福州船政局

## 背景
1840年から1842年にかけてのアヘン戦争、1856年から1860年にかけてのアロー戦争（第二次アヘン戦争）によって、清朝は近代ヨーロッパの軍事的優位を痛感した。また、1851年より国内で起こっていた太平天国の乱でも、曽国藩・李鴻章らが組織した郷勇（湘軍・淮軍）や、列強に組織された「常勝軍」が、清朝正規軍である八旗に代わって鎮圧の主力となった。この時期、魏源は『海国図志』（1843年初版、1852年増補）で「師夷之長技以制夷」（西洋人の進んだ技術を用いて西洋人を制する）と主張し、馮桂芬は『校邠廬抗議』で「以中国之倫常名教為原本、輔以諸国富強之術」（中国の倫理を基本として、諸国の富強の技術で補う）を主張した。太平天国では、天京事変後に香港から合流した洪仁玕が、1859年に天王・洪秀全に『資政新編』を建議した。政治・経済・社会の全面的近代化を訴えるこの建議書が実行に移されることはなかったが、敵側の曽国藩の幕僚・趙烈文らに強い印象を残した。
アロー戦争の敗戦処理を兄の咸豊帝より命ぜられ、英仏露との交渉を行い、1860年秋に屈辱的な北京条約を結ぶ当事者となった恭親王奕訢は、咸豊10年12月初一日（1861年1月11日）、敗戦処理を共に行った側近の桂良（グイリャン）・文祥（ウェンシャン）と共に『通籌夷務全局酌擬章程六條』を上奏した。これが洋務運動の始まりである。上奏文に基づいて総理各国事務衙門が設立され、清の外交方針は一変した。
同年夏に咸豊帝が没すると、恭親王奕訢は西太后・東太后らとともにクーデターを起こして宮廷内の権力を握り（辛酉政変）、次期皇帝の同治帝の摂政として君臨し洋務運動を全面的に推し進めることになった。
洋務運動のスローガンは「中体西用」。つまり、伝統中国の文化や制度を本体として、西洋の機械文明の利用を目指す。日本の明治維新期の文明開化における「和魂洋才」と同趣旨の言葉である。なお、「洋務」という語は、この運動が元来は海防を任務とする外国人に対する事務であったことに由来している。

## 内容

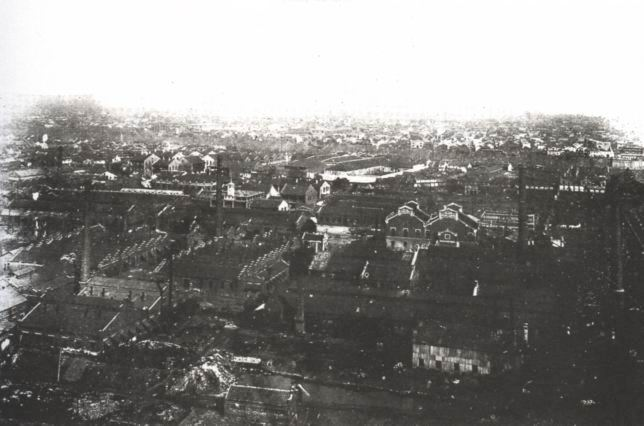
漢陽の兵器工場

それまでの中国は、対外関係において儒学に基づいた華夷秩序を形成していた。そのため、ヨーロッパにおける主権国家体制と異なり、条約を通じた対等な国際関係を形成しなかった。対等な外交事務を正式に行う役所は存在せず、こうした業務は主に理藩院の管轄に置かれ、「夷務」と称された。しかし、アロー戦争の敗北により主権国家体制に組み込まれたことで、外交を管轄する総理各国事務衙門（総理衙門）が設置された。また、天津条約により公文書などに「夷」の字の使用が認められなくなったため、「夷務」という表現も「洋務」と改められた。
運動の第一段階は太平天国を鎮圧することであり、大量の銃砲や軍艦を輸入するだけでなく、ヨーロッパの近代軍備を自前で整備するために、上海の江南製造局に代表される武器製造廠や造船廠を各地に設置した。他にも、電報局・製紙廠・製鉄廠・輪船局や、陸海軍学校・西洋書籍翻訳局などが新設された。
これらの改革は、時期の早さでも規模の大きさでも日本の明治維新にまさっていた。たとえば日清戦争以前、1888年に編成された清国の北洋艦隊（北洋水師）は規模や質において日本海軍を上回りアジア最大の艦隊であった。長崎事件や甲申政変では、日本は清に外交的、軍事的に敗北している。
しかし、洋務運動は明治維新と決定的な違いがあった。明治維新は封建制を否定して西欧の立憲君主制と同様の政治体制を目指したのに対し、洋務運動は清朝を頂点とした儒教に基づいた政治体制をそのまま維持しようとした。宮廷では洋務派は常に倭仁や李鴻藻・徐桐など儒教に基づく秩序を維持しようとする守旧派と衝突し、懸案であった科挙の改革もままならなかった。李鴻章は同治13年（1874年）に人材育成のため科挙に科学・工学など実学を盛り込む提案をしたが、保守派の大反対で挫折したことを部下の劉秉璋に宛てて嘆いている。1880年代半ば以降は恭親王奕訢らの勢力が守旧派に圧倒され改革の勢いは衰えた。1884年から1885年の清仏戦争での苦戦は清軍の旧態依然の体制が時代遅れとなっていることを示し、1894年から1895年の日清戦争での敗戦を以って、30年余りの洋務運動の挫折は明らかとなった。
現代では、技術的な面のみ取り込んで旧弊な政治制度・軍制は守ろうとし、合理主義などのヨーロッパ近代思想を取り込むことに失敗したために結局頓挫したと評価される。しかし例えば張之洞の製鉄所や鉱山、鉄道の整備など、後代につながる成果を残しているものも多く、中国の技術・経済・通信・教育などの近代化の始まりとなった。

### 外交
1861年3月11日には清朝政府に外交機関である総理各国事務衙門が設置された。また対外関係のうち、通商事務には、天津に置かれた三口通商大臣（1870年に北洋通商大臣と改称され直隷総督が兼任するようになった）があたった。また1844年に広州に設立された五口通商大臣衙門が上海に移され、華中・華南の対外通商にあたった（1866年には南洋通商大臣となり両江総督が兼任した）。
関税などを管理する大清皇家海関総税務司（現在の中国税関の前身）は1859年、両江総督・何桂清がイギリス人ホレーショ・ネルソン・レイ（中国名・李泰国）を総税務司に任命し、機能していなかった上海の税関機能を再建したことから始まった。1861年には総税務司は清朝政府中央が認める機関となり、1865年には北京に移転している。
1870年に李鴻章が北洋通商大臣に任じられた後は、総理衙門の機能は次第に縮小し、外交事務は天津にいる李鴻章が処理するようになった。1881年以降は李氏朝鮮との外交も、朝貢国との関係を扱う礼部から北洋通商大臣へと移管され、冊封体制下では控えられていた朝鮮の内政や外交への干渉も強められ属国化が進むようになった。

### 軍事工業
洋務派は「自強」をスローガンとし、重工業の技術を西洋から採り入れるほか積極的に技術者を登用し、各省に最新の軍事工場（兵器廠や造船所など）を成立させた。太平天国の乱の最中の1861年に、湘軍の曽国藩が安徽省安慶に築いた安慶内軍械所は、西洋からの技術移転なしに設立された最初の軍事工場で、砲弾や蒸気機関などを作り太平天国軍との戦争を支えた。1864年に南京が陥落すると工場は南京に移され、後に金陵機器製造局に合流した。その他、崇厚が天津に設立した天津機器製造局（1867年）、李鴻章が上海に作った江南製造局（1865年）と南京に作った金陵機器製造局、福州に左宗棠・沈葆楨らが作った福州船政局（1866年）、左宗棠が西安に作った西安機器局（1867年設立、1869年完成）などが1860年代の主な軍需工場である。
人事・経理・契約などの生産管理方式は清朝の官僚主義に基づく旧式の管理方法で、加えて生産された品は政府だけが使用するため採算は度外視されていた。こうした軍事工場から利潤はほとんど得られず、施設を維持・拡大し生産を継続するための資本を蓄積できなかった。

### 海軍建設
洋務派は官僚をイギリス・フランス・ドイツ・アメリカなどへと派遣して兵器や軍事装備を購入し、4つの近代海軍（北洋水師、南洋水師、広東水師、福建水師）を建設した。特に李鴻章が建設した北洋水師（北洋艦隊）は旅順および威海衛を要塞化し、鉄甲戦艦「定遠」および「鎮遠」をドイツから購入した。これらは極東においてトン数、火力とも最大の艦船であり、これに匹敵する戦艦を持たなかった日本では脅威と捉えられた。
だが、4つの海軍は李鴻章をはじめとする各省の督撫が独自に築いて監督下に置く軍閥のような存在であり、外敵に対して連合艦隊を組むという戦い方が最後まで存在しなかった。総理海軍事務衙門が海軍を統括すると予算問題が発生、海軍衙門は頤和園建造に予算を使い込んだため、北洋艦隊は設備更新や艦隊新規購入が出来ず老朽化した。清仏戦争では馬江海戦で福建艦隊が全滅に近い損害を受けて、以後はほぼ機能を失った。日清戦争では北洋艦隊は黄海海戦で日本海軍連合艦隊に大敗、威海衛に逃げ込んだがそこも日本陸軍に占領され、威海衛の戦いで北洋艦隊は壊滅した。敗戦により洋務運動の失敗は明らかとなり、李鴻章も責任を問われ失脚したが、3つの海軍は残され後に巡洋艦隊、長江艦隊に統合された。

### 民用工業
洋務運動開始当初の軍事工業建設は、大量の銀を投じたものの官僚主義的な管理が災いして経済的成功は収めず、さらに軍事工業が必要とする原料もたちまち不足した。1870年代以降、洋務派は今度は「求富」をスローガンとし、軍事工業を支える民用工業を振興するため再び資金集めを始めた。市場の需要に応じるため、民用工業の産品は非常に多く、さらに近代資本主義工業の特徴を備えるようになった。
李鴻章が河北省開平（現在の唐山市）に作った開平炭鉱（1878年）、張之洞が湖北省武昌に作った湖北織布局と漢陽に作った漢陽鉄廠（1894年完成）、左宗棠が甘粛省蘭州に作った蘭州製造局（西安機器局が1872年に蘭州に移転したもの、別名・甘粛製造局）と蘭州機器織呢局（別名・甘粛織呢総局）などがこの時期の民需企業であり、これらの工場が産する繊維製品・機械などは中国経済全体からはわずかな規模にすぎなかったものの、外国資本の輸出品が中国市場を制圧することを一定程度押しとどめることに成功した。また李鴻章は外国人が独占していた蒸気船による内陸・沿岸の水運を中国人の手で運営するため、民間の資金を集めて上海に中国初の近代的海運企業・輪船招商局（1872年）を作った。開平炭鉱や輪船招商局に典型的なように、官僚は経営はせず監督をし、大商人などの民間が出資して経営する「官督商弁」という半官半民の経営形態が多くとられるようになった。

### 教育事業
洋務派は中国各地に30ヵ所あまりの近代新式学校を建設し、科学・軍事・翻訳などの人材を育成した。福州に開かれた海軍学校・船政学堂（1866年設立）は卒業生を北洋水師などへ送り出した。また著名な翻訳機関には京師同文館（1862年設立）がある。こうした教育機関・研究機関が「万国公法」（国際法の概説書）など西洋の書物を翻訳・出版し、「西学」の普及に努めた。これらの書物は幕末・明治初期の近代化を模索する日本にも大きな影響を与えた。さらに1872年から1875年までの4年間、毎年アメリカに30名の少年（平均年齢12歳）を留学させた。この事業は4年で終わり、当初15年間を予定していた留学期間も短縮され1881年に全員に帰国命令を出している。しかし彼らはアメリカで言葉の壁や体制の違いを乗り越えて優れた成績を収め大学にも進んでおり、多くが後に中国の政界・産業界などで活躍した。

### 通信事業
洋務派は1879年に、天津と大沽の間に中国最初の電信路線を敷設し、電報事業を始めた。電報事業を興すことを李鴻章に提言した盛宣懐により、1881年には電報総局が開設され、上海から天津までの電信線も建設された。

## 洋務運動に関わった人々

### 中央
- 恭親王奕訢（軍機大臣・議政王大臣 ）
- 文祥（ウェンシャン）（軍機大臣・総理各国事務衙門大臣）
- 沈桂芬（軍機大臣・総理各国事務衙門大臣）

### 地方
- 曽国藩（両江総督・直隷総督）
- 李鴻章（直隷総督・北洋通商大臣）
- 左宗棠（陝甘総督）
- 張之洞（両広総督・湖広総督）
- 劉坤一（両広総督・両江総督）
- 沈葆楨（両江総督・南洋通商大臣）
- 丁宝楨（山東巡撫・四川総督）
- 丁日昌（江蘇巡撫・福建巡撫）
- 呉賛誠（福建巡撫）
- 劉銘伝（台湾巡撫）
- 崇厚（チュンホウ）（辦理三口通商大臣）
- 唐廷枢（輪船招商局総辦）
- 鄭観応（上海機器職布局総辦、上海電報局総辦、輪船招商局総辦）
- 馬建忠（輪船招商局会辦・上海機器織布局総辦）
- 盛宣懐（輪船招商局会辦・津滬電報陸線総辦）

### 在外官僚
- 陳蘭彬（留学生監督・駐米公使）
- 容閎（留学生監督・駐米副使）
- 郭嵩燾（駐英公使）
- 何如璋（駐日公使）
- 曽紀沢（駐英公使・駐露公使）
- 李鳳苞（留学生監督・駐独公使）

### 外国人
- ロバート・ハート〔Sir.Robert Hart、赫徳〕（洋関総税務司）

## 関連書籍
- 原典中国近代思想史 第2冊 (洋務運動と変法運動) 西順蔵編. 岩波書店, 1977.4.
- 『洋務運動の研究－一九世紀後半の中国における工業化と外交の革新についての考察』鈴木智夫、汲古書院、1992年
- 中国経済改革と洋務運動 歴史の鑑に映す 折戸洪太 白帝社, 2007.10.